# Marcel Novick
Marcel Novick Rettich (Montevideo, 11 ottobre 1983) è un ex calciatore uruguaiano, di ruolo centrocampista.

## Caratteristiche tecniche
È un mediano.

## Palmarès

### Club

#### Competizioni nazionali
- Supercopa Uruguaya: 1

Peñarol: 2018